# 巴黎市徽
巴黎市徽（法語：Blason de Paris）是巴黎的市徽。其底色是紅色，盾牌上有一白色帆船。盾牌的上方部分是藍色，配有黃色百合花飾。